# Moment angular de la llum
El moment angular de la llum és una magnitud vectorial que expressa la quantitat de rotació dinàmica present en el camp electromagnètic de la llum. Mentre viatja aproximadament en línia recta, un feix de llum també pot estar girant (o "girant", o "torçant") al voltant del seu propi eix. Aquesta rotació, encara que no és visible a ull nu, es pot revelar per la interacció del feix de llum amb la matèria.
Hi ha dues formes diferents de rotació d'un feix de llum, una que implica la seva polarització i l'altra la seva forma de front d'ona. Per tant, aquestes dues formes de rotació s'associen amb dues formes diferents de moment angular, anomenades respectivament moment angular de spin lleuger (SAM) i moment angular orbital lleuger (OAM).
El moment angular total de la llum (o, de manera més general, del camp electromagnètic i els altres camps de força) i la matèria es conserva en el temps.

## Introducció
La llum, o més generalment una ona electromagnètica, transporta no només energia sinó també impuls, que és una propietat característica de tots els objectes en moviment de translació. L'existència d'aquest moment es fa evident en el fenomen de la "pressió de radiació", en el qual un feix de llum transfereix el seu impuls a un objecte absorbent o dispersant, generant-hi una pressió mecànica en el procés.
La llum també pot portar moment angular, que és una propietat de tots els objectes en moviment de rotació. Per exemple, un feix de llum pot estar girant al voltant del seu propi eix mentre es propaga cap endavant. De nou, l'existència d'aquest moment angular es pot fer evident transferint-lo a petites partícules absorbents o disperses, que per tant estan subjectes a un parell òptic.
Per a un feix de llum, normalment es poden distingir dues "formes de rotació", la primera associada a la rotació dinàmica dels camps elèctrics i magnètics al voltant de la direcció de propagació, i la segona a la rotació dinàmica dels raigs de llum al voltant de l'eix del feix principal. Aquestes dues rotacions estan associades a dues formes de moment angular, és a dir, SAM i OAM. Tanmateix, aquesta distinció es torna borrosa per als feixos fortament enfocats o divergents, i en el cas general només es pot definir el moment angular total d'un camp de llum. Un cas límit important en el qual la distinció és clara i inequívoca és el d'un feix de llum "paraxial", és a dir, un feix ben col·limat en el qual només es formen tots els raigs de llum (o, més precisament, tots els components de Fourier del camp òptic). angles petits amb l'eix del feix.
Per a aquest feix, SAM està estrictament relacionat amb la polarització òptica, i en particular amb l'anomenada polarització circular. OAM està relacionat amb la distribució del camp espacial, i en particular amb la forma helicoïdal del front d'ona.
A més d'aquests dos termes, si l'origen de les coordenades es troba fora de l'eix del feix, hi ha una tercera contribució del moment angular obtinguda com a producte creuat de la posició del feix i el seu moment total. Aquest tercer terme també s'anomena " orbital ", perquè depèn de la distribució espacial del camp. Tanmateix, com que el seu valor depèn de l'elecció de l'origen, s'anomena moment angular orbital " extern ", a diferència de l'OAM " intern " que apareix per als feixos helicoïdals.

## Expressions matemàtiques del moment angular de la llum
Una expressió que s'utilitza habitualment per al moment angular total d'un camp electromagnètic és la següent, en la qual no hi ha una distinció explícita entre les dues formes de rotació: {\displaystyle \mathbf {J} =\varepsilon _{0}\int \mathbf {r} \times \left(\mathbf {E} \times \mathbf {B} \right)d^{3}\mathbf {r} ,} on {\displaystyle \mathbf {E} } i {\displaystyle \mathbf {B} } són els camps elèctric i magnètic, respectivament, {\displaystyle \epsilon _{0}} és la permitivitat del buit i estem utilitzant unitats SI.
Tanmateix, una altra expressió del moment angular que sorgeix naturalment del teorema de Noether és la següent, en la qual hi ha dos termes separats que poden estar associats amb SAM ({\displaystyle \mathbf {S} }) i OAM ({\displaystyle \mathbf {L} }): {\displaystyle \mathbf {J} =\varepsilon _{0}\int \left(\mathbf {E} \times \mathbf {A} \right)d^{3}\mathbf {r} +\varepsilon _{0}\sum _{i=x,y,z}\int \left(E^{i}\left(\mathbf {r} \times {\boldsymbol {\nabla }}\right)A^{i}\right)d^{3}\mathbf {r} =\mathbf {S} +\mathbf {L} ,} on {\displaystyle \mathbf {A} } és el potencial vectorial del camp magnètic, i els símbols amb superíndex i denoten les components cartesianes dels vectors corresponents.
Es pot demostrar que aquestes dues expressions són equivalents entre si per a qualsevol camp electromagnètic que satisfà les equacions de Maxwell sense càrregues font i s'esvaeix prou ràpidament fora d'una regió finita de l'espai. Tanmateix, els dos termes de la segona expressió són físicament ambigus, ja que no són invariants de gauge. Es pot obtenir una versió invariant de gauge substituint el potencial vectorial A i el camp elèctric E pel seu component "transversal" o radiatiu. {\displaystyle \mathbf {A} _{\perp }} i {\displaystyle \mathbf {E} _{\perp }}, obtenint així la següent expressió: {\displaystyle \mathbf {J} _{\perp }=\varepsilon _{0}\int \left(\mathbf {E} _{\perp }\times \mathbf {A} _{\perp }\right)d^{3}\mathbf {r} +\varepsilon _{0}\sum _{i=x,y}\int \left({E^{i}}_{\perp }\left(\mathbf {r} \times {\boldsymbol {\nabla }}\right)A_{\perp }^{i}\right)d^{3}\mathbf {r} .}Encara no s'ha donat una justificació per fer aquest pas. Aquesta darrera expressió té més problemes, ja que es pot demostrar que els dos termes no són moments angulars reals ja que no obeeixen les regles de commutació quàntica correctes. La seva suma, que és el moment angular total, en canvi ho fa.
Una expressió equivalent però més senzilla per a una ona monocromàtica de freqüència ω, utilitzant la notació complexa per als camps, és la següent: {\displaystyle \mathbf {J} ={\frac {\varepsilon _{0}}{2i\omega }}\int \left(\mathbf {E} ^{\ast }\times \mathbf {E} \right)d^{3}\mathbf {r} +{\frac {\varepsilon _{0}}{2i\omega }}\sum _{i=x,y,z}\int \left({E^{i}}^{\ast }\left(\mathbf {r} \times {\boldsymbol {\nabla }}\right)E^{i}\right)d^{3}\mathbf {r} .}Considerem ara el límit paraxial, suposant que l'eix del feix coincideix amb l'eix z del sistema de coordenades. En aquest límit l'únic component significatiu del moment angular és el z, és a dir, el moment angular que mesura la rotació del feix de llum al voltant del seu propi eix, mentre que les altres dues components són insignificants.
Considerem ara el límit paraxial, suposant que l'eix del feix coincideix amb l'eix z del sistema de coordenades. En aquest límit l'únic component significatiu del moment angular és el z, és a dir, el moment angular que mesura la rotació del feix de llum al voltant del seu propi eix, mentre que les altres dues components són insignificants.